# The Spa
The Spa es una localidad situada en el distrito de Newry, Mourne y Down, Irlanda del Norte (Reino Unido). Según el censo de 2011, tiene una población de 582 habitantes.
Está ubicada al sureste de Irlanda del Norte, a poca distancia de la costa del mar de Irlanda (océano Atlántico), al sur de Belfast —la capital de Irlanda del Norte—, y de la frontera con República de Irlanda, concretamente con el condado de Louth.